# Угорсько-український кордон
Угорсько-український кордон — державний кордон між Угорщиною та Україною. Довжина кордону — 136,7 кілометрів[джерело?].
Угорсько-український кордон є також зовнішнім кордоном Європейського Союзу[джерело?].
На кордоні є 7 пунктів пропуску: 5 — автомобільних та 2 — залізничних.

## Галерея

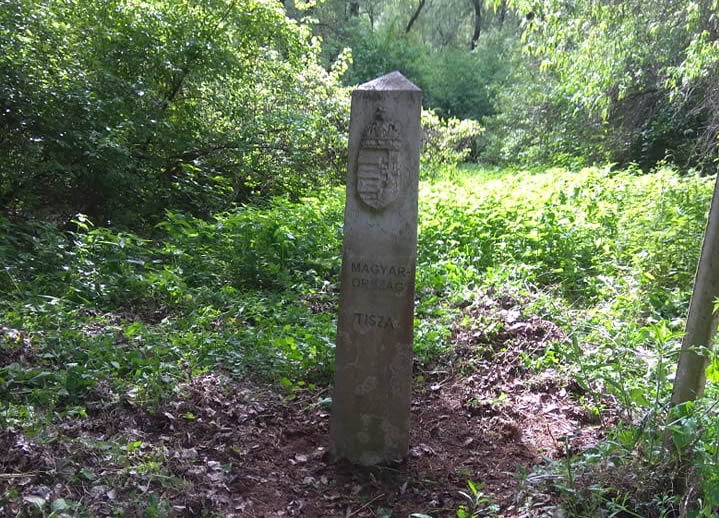
Угорський обеліск «Тиса, три кордони»